# Verwaltungsgemeinschaft Schwarzenfeld
Die Verwaltungsgemeinschaft Schwarzenfeld liegt im Oberpfälzer Landkreis Schwandorf und wird von folgenden Gemeinden gebildet:
1. Schwarzach b.Nabburg, 1393 Einwohner, 27,36 km²
2. Schwarzenfeld, Markt, 6463 Einwohner, 38,28 km²
3. Stulln, 1689 Einwohner, 15,53 km²

Die Verwaltungsgemeinschaft wurde 1974 vom Markt Schwarzenfeld und der Gemeinde Stulln gegründet. 1978 schloss sich die Gemeinde Schwarzach b. Nabburg der Verwaltungsgemeinschaft, die ihren Sitz in Schwarzenfeld hat, an.
Gemeinschaftsvorsitzender der Verwaltungsgemeinschaft ist Peter Neumeier, Bürgermeister des Marktes Schwarzenfeld. Seine beiden Stellvertreter sind Hans Prechtl, Bürgermeister der Gemeinde Stulln und Franz Grabinger, Bürgermeister der Gemeinde Schwarzach b.Nabburg. Die Verwaltungsgemeinschaft Schwarzenfeld ist die einwohnerreichste Verwaltungsgemeinschaft im Landkreis Schwandorf.

## Bildergalerie

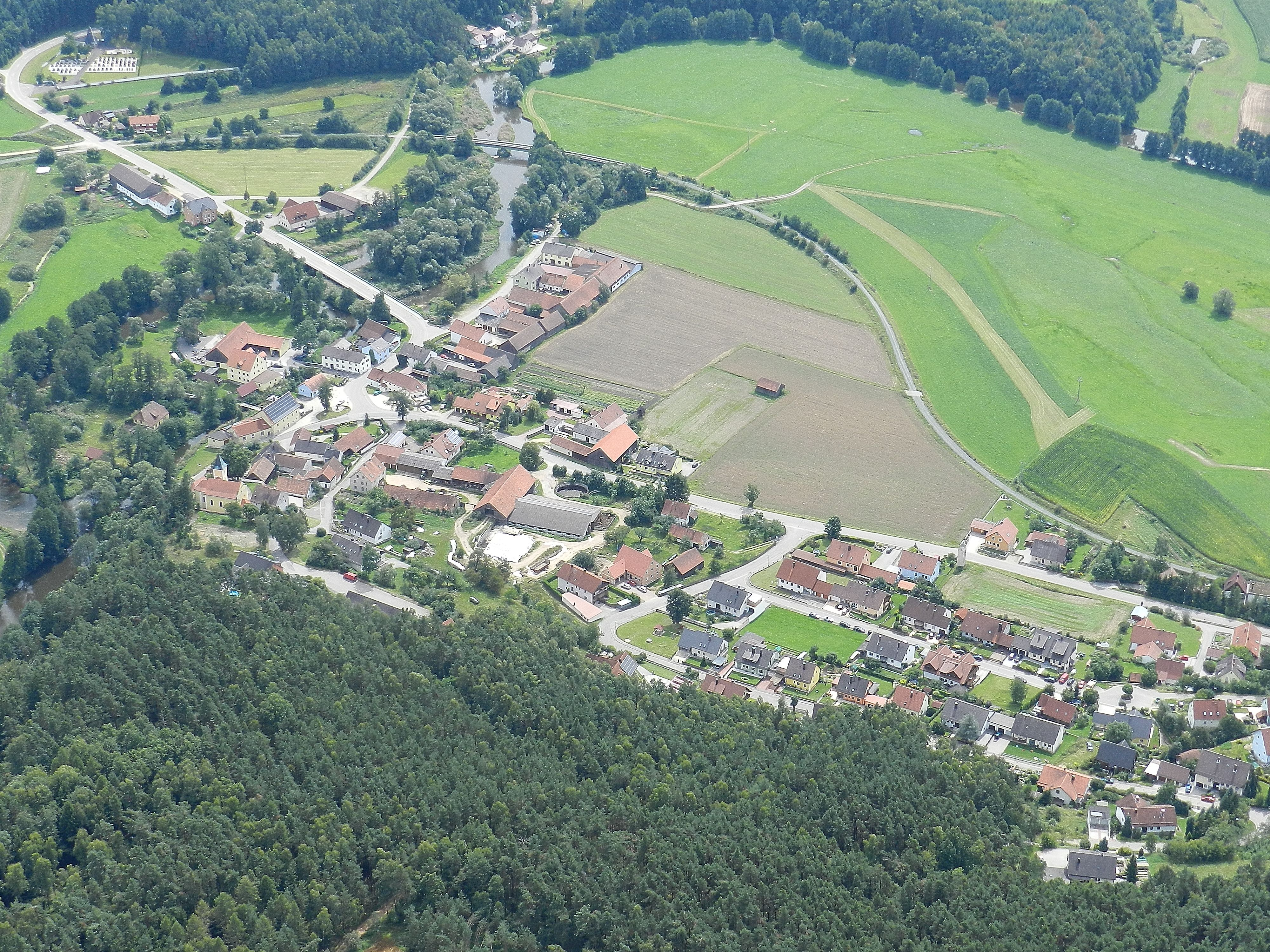
Schwarzach bei Nabburg (2011)